# Lasius neglectus
Lasius neglectus (лат.) — инвазивный вид рода Lasius из подсемейства Formicinae (семейства Formicidae), включающий мелких по размеру и, как правило, земляных муравьёв.

## Описание

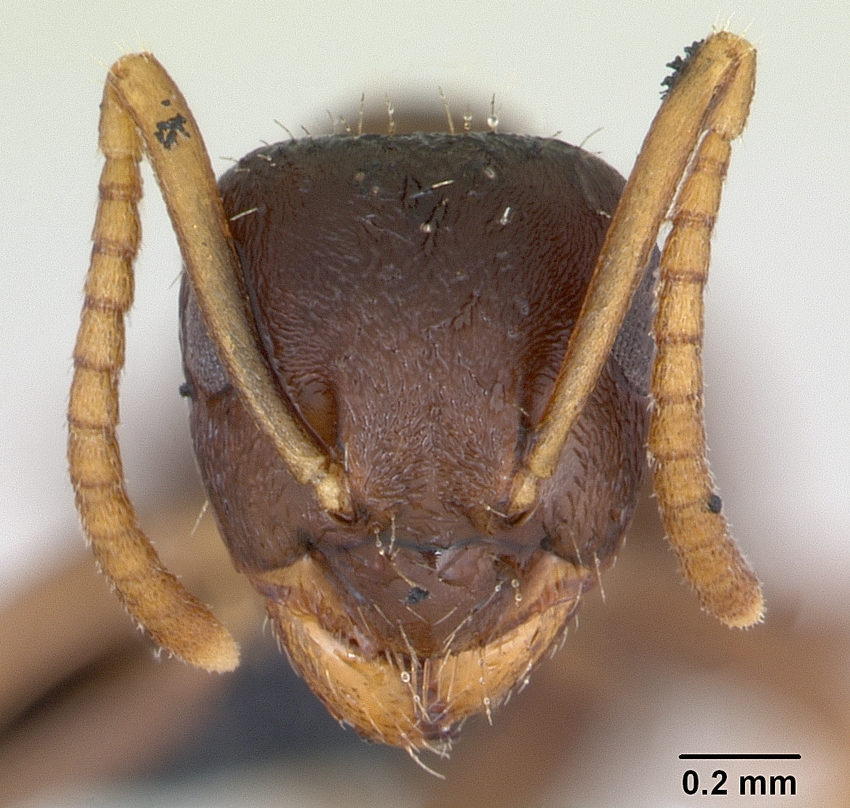
Голова рабочего Lasius neglectus.

Рабочие имеют длину около 3 мм, самки — около 6 мм, самцы — около 3 мм (самцы самые мелкие среди всех европейских видов рода Lasius). Окраска тела одноцветная буроватая. Тело покрыто густыми прилежащими волосками. На скапусе и голенях есть многочисленные отстоящие волоски.
В антропогенных ландшафтах (городские парки, сады и т.п.) образует полигинные суперколонии, систему из множества взаимосвязанных муравейников с несколькими сотнями маток (до 35500 в одной колонии). 
В природных неантропогенных ландшафтах в Узбекистане отмечены монокалические семьи, обычный брачный лёт крылатых половых особей и межгнездовая агрессивность.
В Испании обнаружено заражение этих муравьёв паразитическими грибами Laboulbenia formicarum (Ascomycota, Laboulbeniales, Laboulbeniaceae): тяжело инфицированные рабочие фуражировали на кустарниках из рода Тамарикс (Tamarix gallica). Рабочие муравьи этого инвазивного вида (Lasius neglectus) собирают вдвое больше пади тлей (2,09 кг с одного дерева), чем аборигенные муравьи Lasius grandis (0,82 кг).

## Классификация
Включён в состав номинативного подрода Lasius, морфологически близок к малоазиатскому виду Lasius turcicus Santschi, 1921. От близких видов (таких как Lasius alienus, L. lasioides, L. psammophilus, L. paralienus и L. piliferus) отличается меньшим числом зубцов на жвалах (7), отсутствием прямостоячих волоски на скапусах усиков и на задних голенях, полигинностью (много маток в одной колонии), отсутствием брачного лёта (спаривание самок и самцов происходит в материнском гнезде). Вид был впервые описан в 1990 году по материалам из Венгрии.

## Распространение
Встречаются Западной Палеарктике от Канарских островов до Центральной Азии и Израиля, в том числе, в Западной, Центральной и Южной Европе, в Турции и Средней Азии (Киргизия, Туркменистан, Узбекистан). Впервые был обнаружен в Будапеште.
Согласно работе Зейферта (Seifert, 2000) был обнаружен на территории России (Сочи, 1984 год), к 2010 году обнаруживался на территории нижнего Дона вблизи человеческих поселений, в парках и агроценозах Ростовской области.
В 2012 году обнаружен в Крыму, а в 2016 отмечена инвазия в Киеве.
Исследования в Узбекистане показали, что возможный нативный ареал вида находится в Средней Азии.

## Значение
Инвазивный вид. Происхождение его загадочно, так как до 1990 года его никто в Европе не находил. Возможен завоз из Восточного Средиземноморья или Турции. Оказывает отрицательное влияние на популяции местных видов муравьёв. Может встречаться в садах, теплицах и на приусадебных участках, массово разводя тлей, приносит вред садоводству.